# Panguipulli
Panguipulli (en mapudungún colline du puma) est une ville et une commune du Chili de la province de Valdivia rattachée à la Région des Fleuves dans le sud du pays. Elle est connue pour la beauté de son cadre naturel, son surnom est la ville des roses. Elle est située sur la rive occidentale du lac Panguipulli.

## Géographie
Panguipulli se trouve au sud du Chili au nord-ouest de la Région des Fleuves. Sa partie occidentale fait partie de la Vallée Centrale mais la majeure partie de son territoire se trouve dans la Cordillère des Andes. On y trouve 7 lacs (lac Calafquén (121 km2), lac Pullinque, lac Pellaifa, lac Neltume, lac Riñihue(78 km2), lac Pirihueico(30 km2) et lac Panguipulli (116 km2)) formés par les moraines d'anciens glaciers ainsi que quatre volcans - Villarrica (2847 m), Quetrupillán (2360 m), Lanín (3747 m) et Mocho-Choshuenco (2422 m) - dont deux sur sa bordure orientale qui marquent la frontière avec l'Argentine. Panguipulli se trouve à 705 kilomètres à vol d'oiseau au sud de la capitale Santiago et à 60 kilomètres à l'est de Valdivia capitale de la Région des Fleuves.

## Démographie
En 2012, la population de la commune s'élevait à 32 963 habitants. La superficie de la commune est de 591 km2 (densité de 56 hab./km2).

La population actuelle de Panguipulli est composée de descendants des premiers occupants de la région (les mapuches) qui constituent 30 % du total, de colons allemands venus s'installer par la suite ainsi que , dont certains sont encore regroupés dans les communautés et les descendants qui sont venus d'autres régions du pays, de colons allemands et de colons chiliens venus d'autres provinces.

## Histoire

Position de Panguipulli (en rouge) au sein de la région des Fleuves.

Les premiers habitants connus du territoire de la commune étaient les Mapuches. La commune de Panguipulli a été officiellement fondée en 1946 mais il existe des documents écrits qui prouvent que les premiers colons ont commencé à habiter dès 1776. Panguipulli a vécu son apogée avec la montée de l'exploitation forestière après la construction d'une ligne de chemin de fer aujourd'hui disparue. L'économie connaît un nouvel essor grâce à l'augmentation du tourisme favorisé par la géographie exceptionnelle du site.

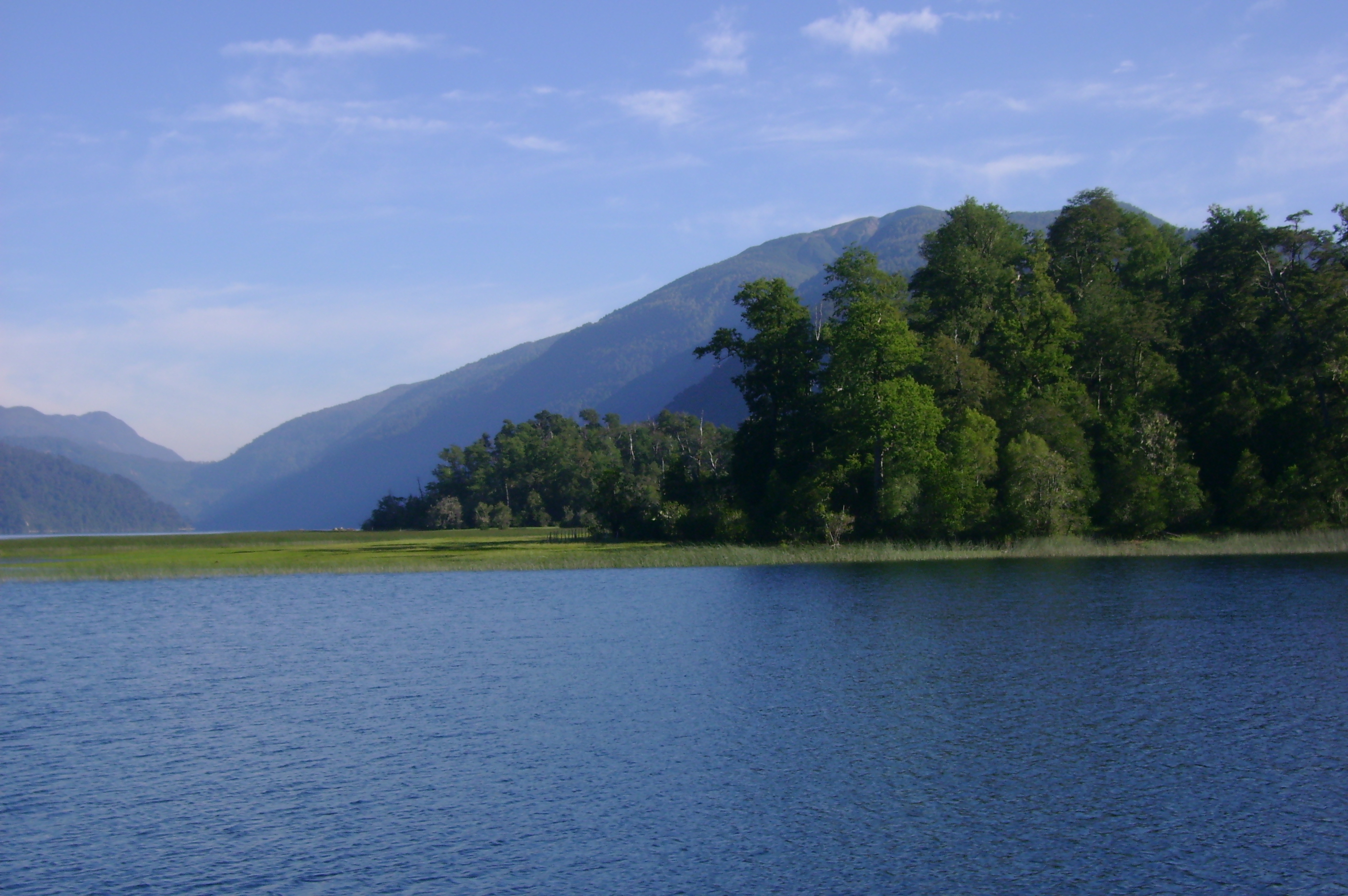
Lac Pirihueico.
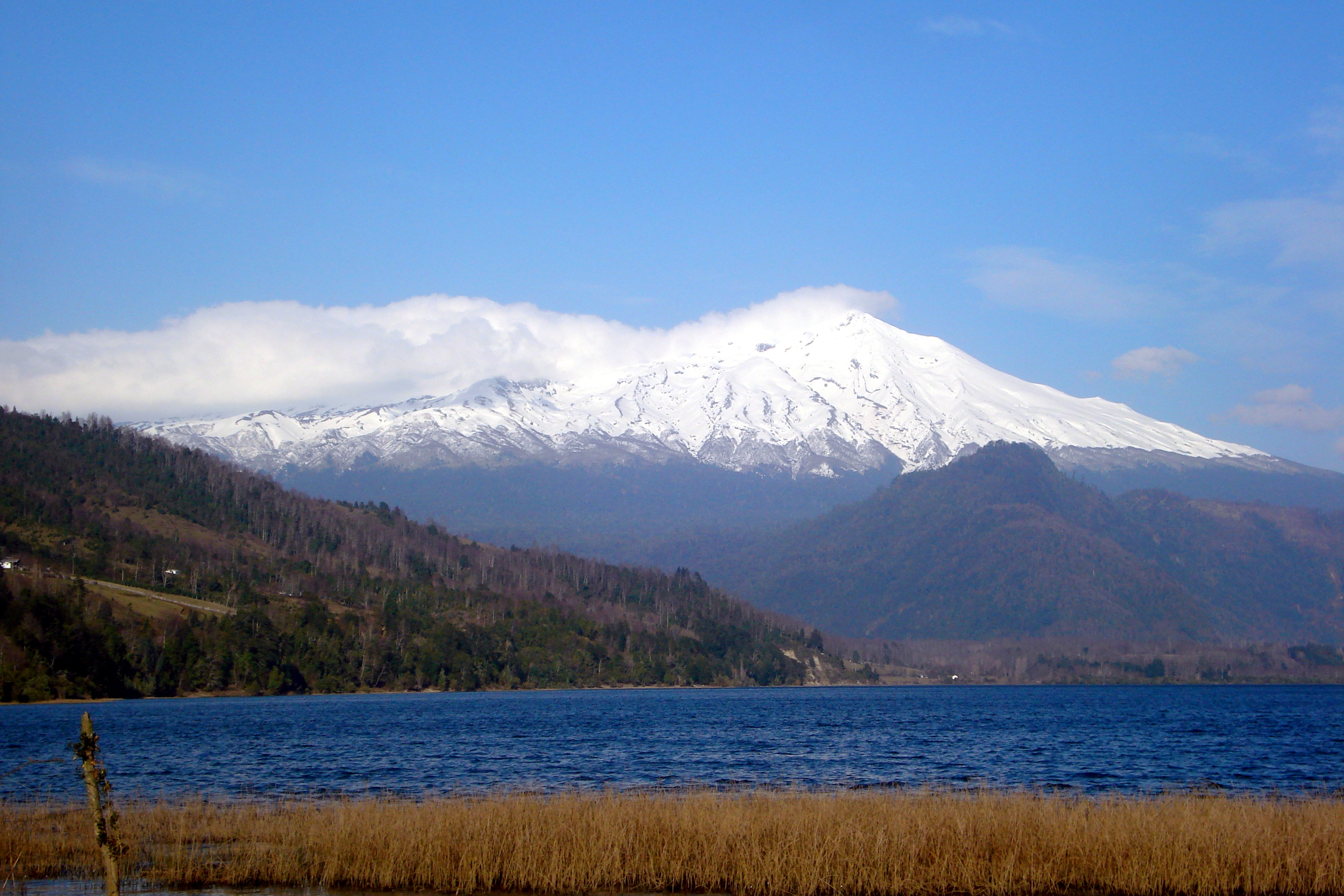
Volcan Mocho-Choshuenco.
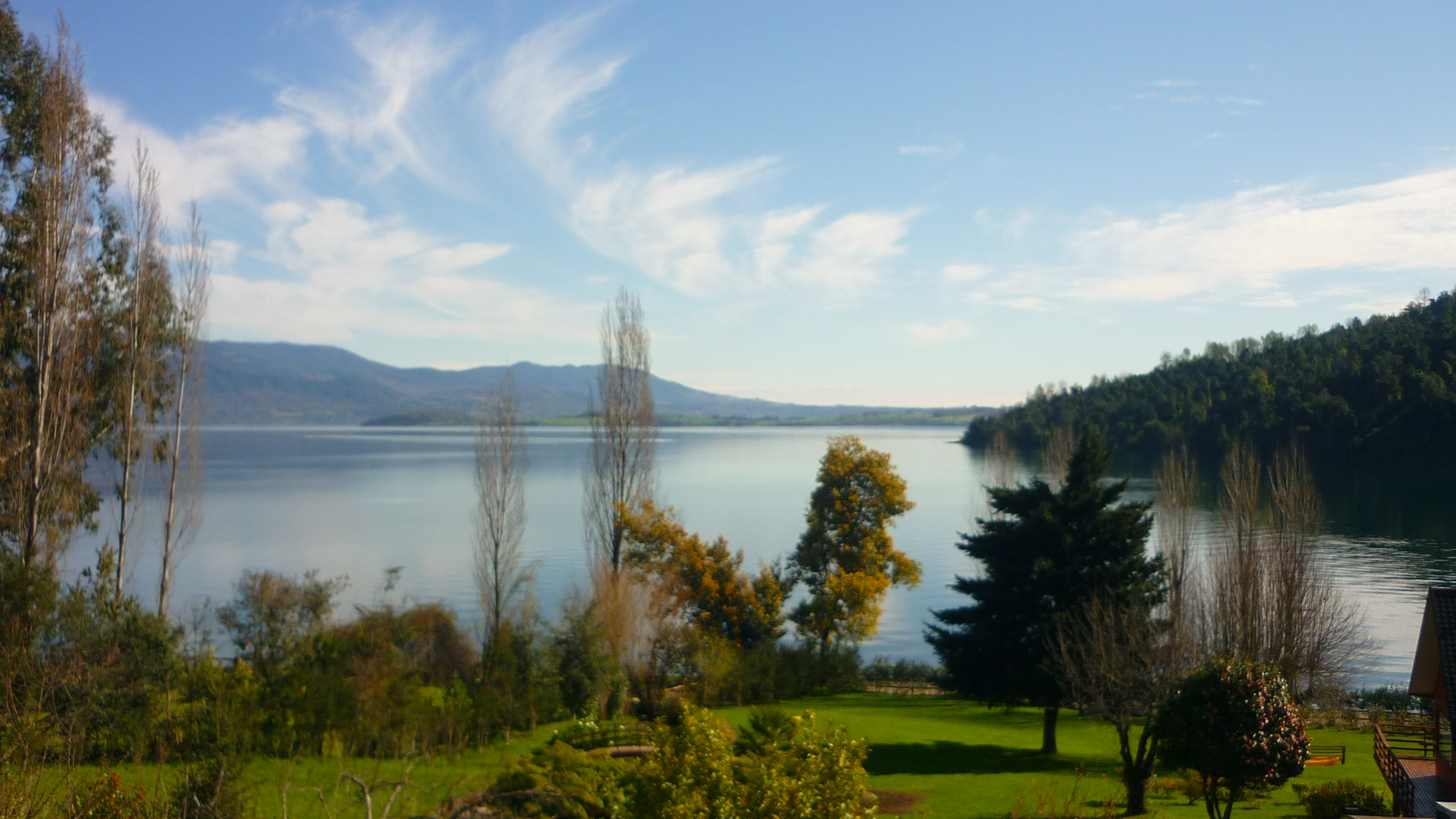
Lac Panquipullina.